# Martin Schoelzgen

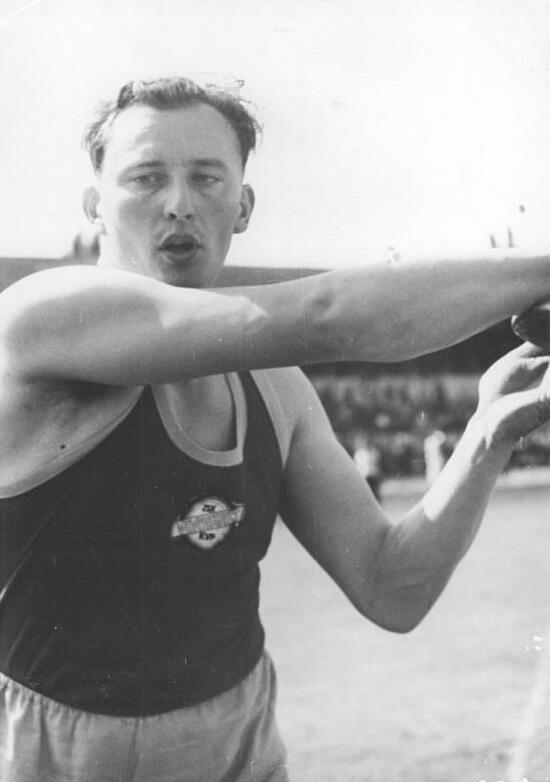
Martin Schölzgen (1956)

Martin Schölzgen (* 30. Januar 1926 in Neustrelitz; † 2. September 2010 in Teltow) war ein Leichtathlet aus der Deutschen Demokratischen Republik. 

## Leben und Wirken
Aus armen Verhältnissen stammend, sah er seine einzige Chance im Sport. Zunächst war er Werkstudent der Luftwaffen-Erprobungsstelle Rechlin an der Fachschule für Maschinenbau Alt-Strelitz. 1944 war er als  Fallschirmjäger an der Westfront und entkam nur knapp dem Tod. 1946 wurde er aus Britischer Gefangenschaft nach Mecklenburg entlassen, wo er sich erneut für den Sport engagierte. Offiziere vom Nationalkomitee Freies Deutschland warben ihn für die eben gegründete Armee der DDR (NVA). 
Martin Schölzgen startete für den ASK Vorwärts Potsdam und zeichnete sich besonders im Fünfkampf aus. Im Diskuswurf hielt er in den 1950er Jahren den DDR-Rekord. 1955 erhielt er den Ehrentitel Meister des Sports. Er gehörte zu den besten Werfern Europas, als eine doppelseitige Lungen- und Rippenfell-Entzündung die Hoffnung auf den Titel zerstörte. 
Schölzgen wurde an die Pädagogische Hochschule Potsdam zum externen Studium delegiert und man übertrug ihm die Leitung des gerade selbständig gewordenen ASK Vorwärts Potsdam. Martin Schölzgen war als Sportklubkommandeur maßgeblich für den Aufbau des Armeesportklubs verantwortlich. In den zehn Jahren seines Wirkens errang der Klub mit zahlreichen Europameistern und Olympiasiegern internationale Anerkennung. Als Vizepräsident des  Leichtathletik-Verbandes der DDR  war er in die gesamtdeutschen Verhandlungen zu den Olympischen Spielen 1960 in Rom involviert. 1964 wird ihm der Ehrentitel Verdienter Meister des Sports verliehen. 1965 wurde der ASK Vorwärts Potsdam als „erfolgreichster Armee-Sportklub“ der DDR ausgezeichnet. Wenige Wochen danach wurde Schölzgen wegen angeblich „geheimer Beziehungen zur BRD-Sportführung“ und weiterer haltloser Anschuldigungen aus der Armee entlassen. 
Nun zivil, absolviert er noch erfolgreich ein Studium als Ingenieur-Ökonom und war zehn Jahre lang verantwortlich für Arbeits- und Lebensbedingungen beim Bau- und Montage-Kombinat Ost. 1988 erhielt Martin Schölzgen eine Ehrenurkunde des DTSB der DDR „Für hervorragende Leistungen bei der Entwicklung von Körperkultur und Sport. Aus Anlass des 40. Jahrestages der Sozialistischen Sportorganisation“.
Martin Schölzgen war mit der Schriftstellerin Gisela Heller verheiratet.

## Sportliche Erfolge
Martin Schölzgen stellte mehrere Landesrekorde auf. Er verbesserte 1955 den DDR-Rekord im Diskuswurf von Ernst Schmidt auf 46,78 m.
- 1955 Länderkampf DDR/Norwegen: Sieger im Diskuswurf mit 46,85 m
- 1957 Länderkampf DDR/Rumänien: Sieger im Diskuswurf mit 48,77 m
- persönliche Bestleistung im Diskuswurf: 51,64 m